# Jean-Pierre Durand (acteur)
Pour les articles homonymes, voir Jean-Pierre Durand et Durand.
Jean-Pierre Durand est un acteur français, né en 1954.

## Biographie
Jean-Pierre Durand débute à Mantes-la-Jolie sur les planches du Théâtre du Mantois, dirigé par Jean-Charles Lenoir, dans Un otage de Brendan Behan. La compagnie devient professionnelle et il y débute dans une création : Tu claques la langue, ça fait des bulles.

## Théâtre
- 1982 : Le Plus Bel Âge de la vie (mise en scène H. de Lafont)
- 1982 : Le Prisonnier Vaniek est vivant (mise en scène C. Confortes)
- 1983 : Armaguedon (mise en scène F. Paya)
- 1985 : La Guerre de 100 ans (mise en scène M. Masse)
- 1986 : Bambino Bambino (de K.-C. Simple, mise en scène J.-P. Durand)
- 1987 : Rixe (de J.-C. Grumberg, mise en scène A. Madani)
- 1988 : Astérix (mise en scène Jérôme Savary)
- 1989 : La Tour (mise en scène A. Madani)
- 1989 : Taratata (de K.-C. Simple, mise en scène J.-P. Durand)
- 1993 : Rapt (mise en scène A. Madani)
- 2004 : Ma femme s'appelle Maurice au Café de la Gare
- 2011 : L'Extravagant "Mystère" Holmes Festival Off d'Avignon

## Filmographie

### Cinéma
Il a travaillé avec des réalisateurs tels que Gérard Oury, Dominique Cabrera ou François Velle.
- 2006 : Incontrôlable de Raffy Shart
- 2008 : Mariage chez les Bodin's de Éric Le Roch
- 2010 : Amélie au pays des Bodin's de Éric Le Roch
- 2012 : Les Hommes à lunettes de Éric Le Roch
- 2013 : Demi-sœur de Josiane Balasko

### Télévision
- 1982 : Les Dames à la licorne de Lazare Iglesis
- 2000 : H, patron du bar
- 2002 : Julie Lescaut, épisode 2 saison 11, Amour blessé de Klaus Biedermann : Jeff
- 2006 : joue dans quelques épisodes de Central nuit (saison 7)(le frère de Henin)

On a pu le voir dans des réalisations de Daniel Losset, Laurence Carcélès, Olivier Langlois, Jean Baronnet, Josée Dayan, Pierre Tchernia...